# Catharinau

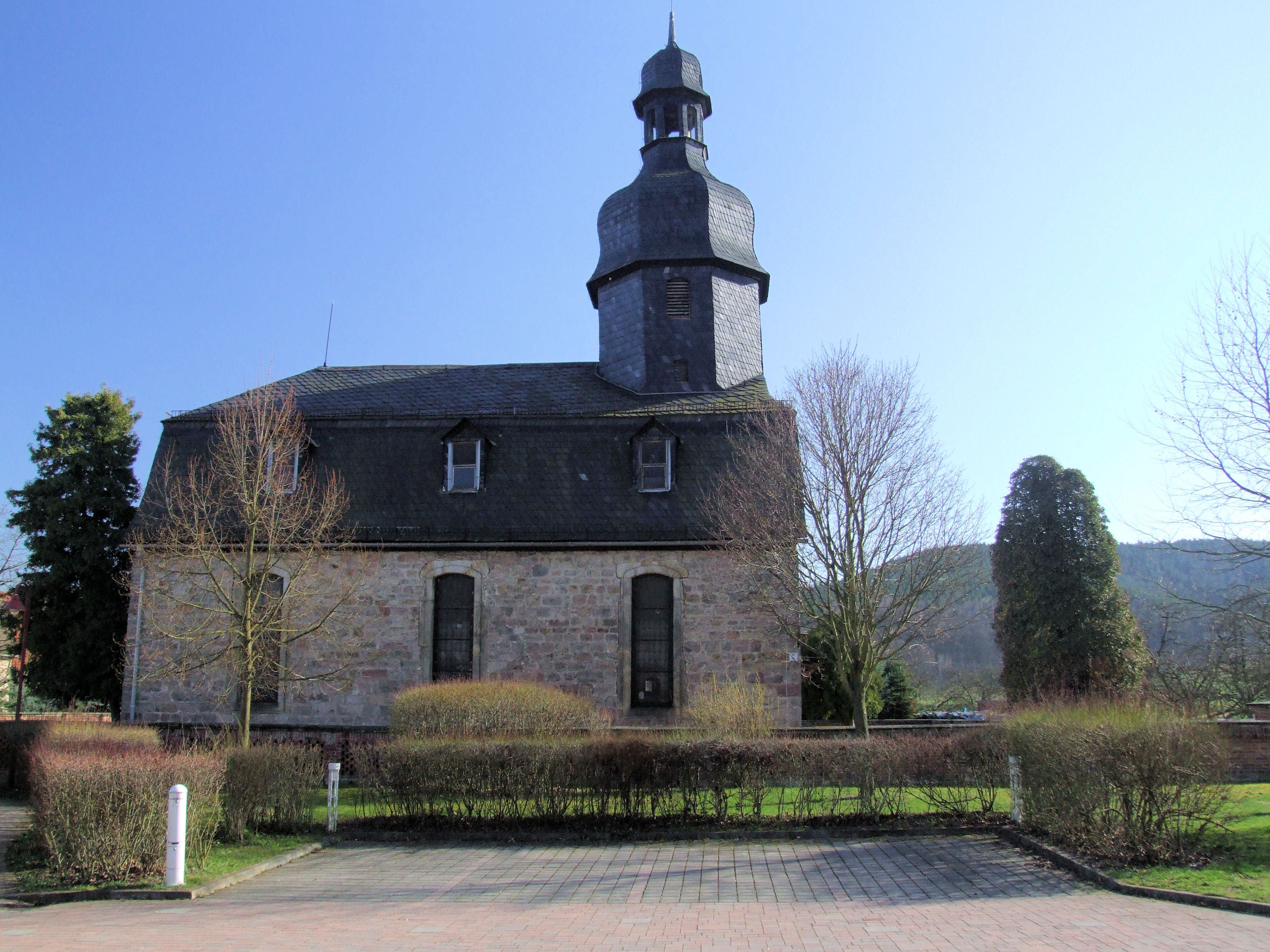
Dorfkirche

Catharinau ist seit 1994 ein Ortsteil von Uhlstädt-Kirchhasel im Landkreis Saalfeld-Rudolstadt in Thüringen.

## Geografie
Catharinau liegt im Saaletal etwa acht Kilometer (Luftlinie) nordöstlich der Kreisstadt Saalfeld und drei Kilometer östlich von Rudolstadt (Ortsteil Cumbach). Catharinau besitzt zwei historische Ortskerne, die im Ort als Oberdorf und Unterdorf bezeichnet werden. Die seit den 1990er Jahren errichtete Siedlung Zwischen dem Dorfe wirkt als „Klammer“. Die Gemarkung Catharinau erstreckt sich von Nord nach Süd über drei Höhenlagen. Die unterste Ebene an der Saale liegt ca. 190 m ü. NHN. Der Ortskern liegt oberhalb einer relativ steilen Abbruchkante auf 210 m ü. NHN. Der Höchste Punkt der Gemarkung liegt bei ca. 380 m ü. NHN.

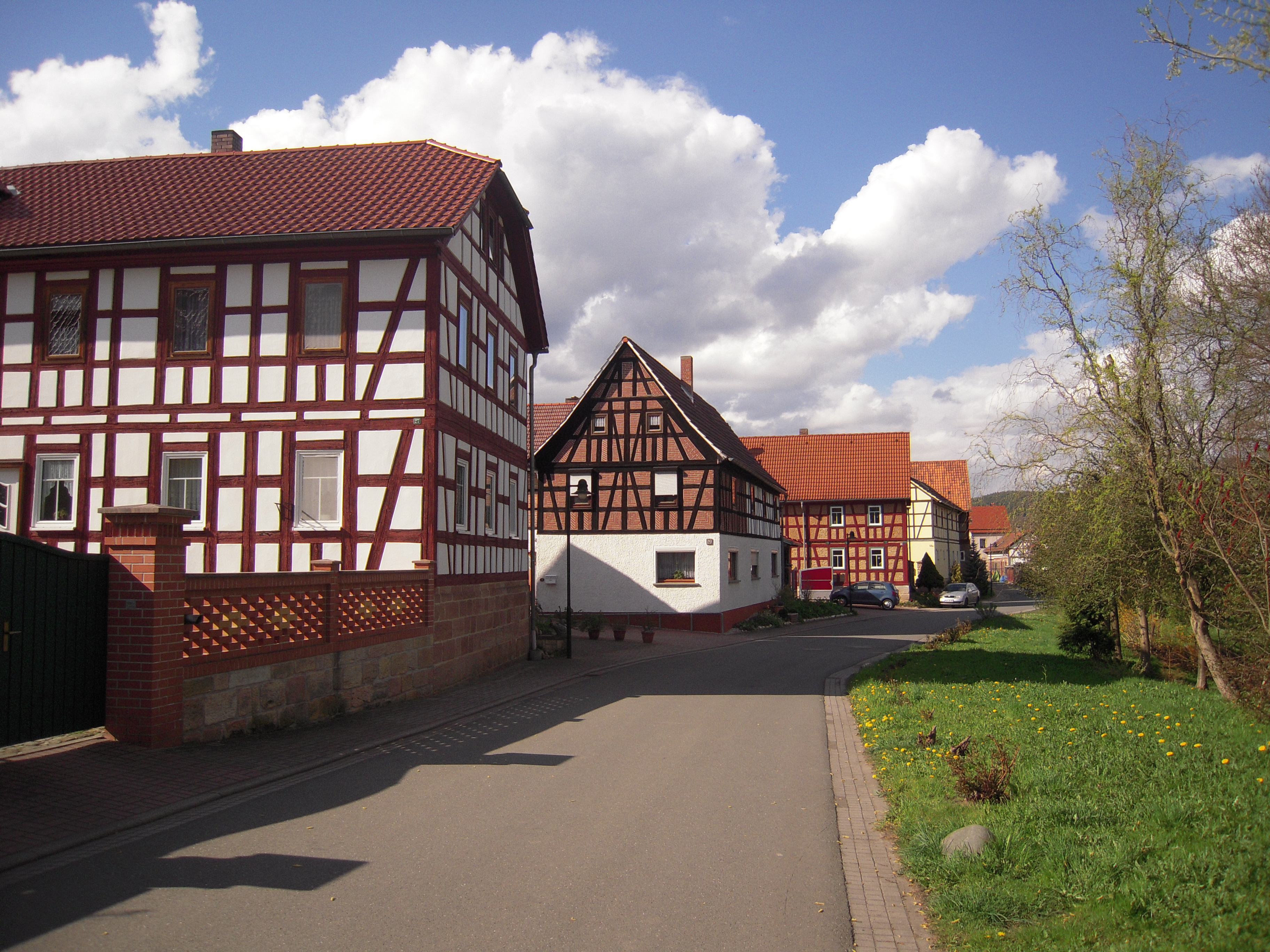
In Untercatharinau, dem östlichen Teil Catharinaus

## Geschichte

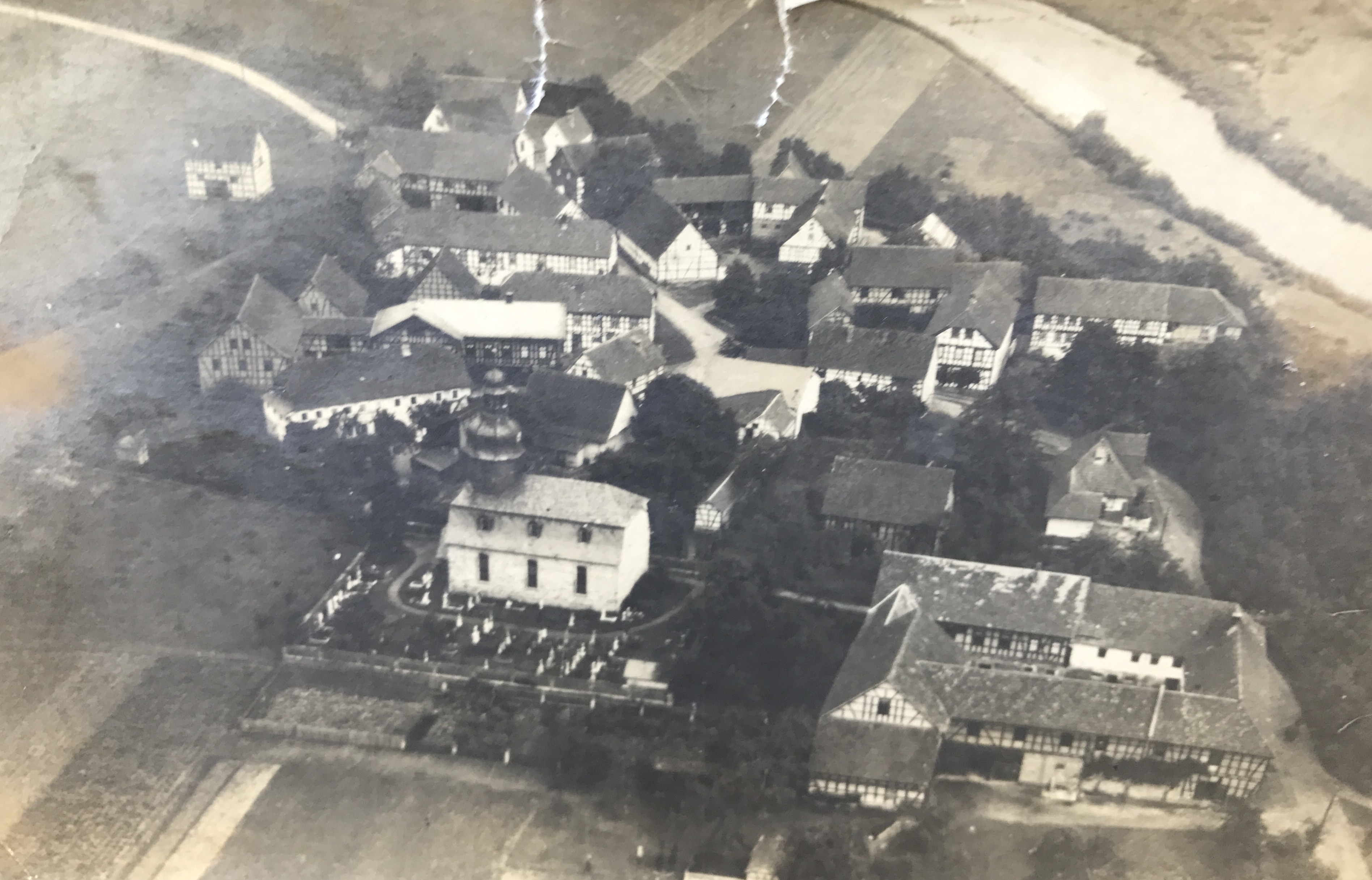

Die erste urkundliche Erwähnung als Clinowa et aliud Clinowa erfolgte im Jahre 1074. 1770 wurde der evangelische Theologe und Pädagoge Christian David Breithaupt in Catharinau geboren.
Von 1994 bis 2002 war Catharinau Ortsteil der Einheitsgemeinde Kirchhasel, seit dem 1. Juli 2002 ist es Ortsteil von Uhlstädt-Kirchhasel nach dem Zusammenschluss von elf Gemeinden.

## Kirche
Dorfkirche Catharinau

## Regelmäßige Veranstaltungen
Catharinau besitzt zwei Brunnen, welche nach der Wende durch den Feuerwehrverein Catharinau angelegt und funktionstüchtig gemacht wurden. Aus dem Anlass der Wiederherstellung der Brunnen wird seit 1993 jährlich das Brunnenfest gefeiert. Es findet am Monatswechsel vom April zum Mai statt und wird vom Feuerwehrverein Catharinau auf dem Dorfplatz vor der Kirche organisiert.
Der Heimatverein Catharinau e. V., welcher aus dem Feuerwehrverein Catharinau hervorgegangen ist, organisiert außerdem zum Monatswechsel von August zum September das Kastanienfest, welches am zweiten Freitag des Rudolstädter Vogelschießens stattfindet. Festplatz ist an der alten Kastanie am Eingang zum Flursteinweg Richtung Cumbach. Dort hat man einen guten Blick Richtung Rudolstadt und Cumbach, um das Festfeuerwerk des Vogelschießens zu beobachten.

## Verkehr und Tourismus
Durch die Gemarkung Catharinau führen der Lutherweg und der Schustersteig auf einem Bergkammweg im Norden. Der Saaleradweg führt über den Flursteinweg von Rudolstadt Cumbach kommend durch die Ortslage.

## Einwohnerentwicklung
| Datum              | Einwohner |       |
| ------------------ | --------- | ----- |
| 1895               | 142       | [ 3 ] |
| 1. Dezember 1900er | 144       | [ 3 ] |
| 1905               | 147       | [ 3 ] |
| 1939               | 147       | [ 4 ] |
| 1. Januar 1971     | 172       | [ 5 ] |
| 31. Dezember 1988  | 197       | [ 6 ] |
| 31. Dezember 1990  | 193       | *     |
| 31. Dezember 1995  | 245       | [ 7 ] |
| 31. Dezember 1999  | 333       | [ 8 ] |
| 31. Dezember 2000  | 345       | [ 7 ] |
| 31. Dezember 2005  | 370       | [ 7 ] |
| 31. Dezember 2009  | 345       | [ 7 ] |
| 31. Dezember 2010  | 361       | [ 7 ] |
| 31. Dezember 2011  | 368       | [ 7 ] |
| 31. Dezember 2017  | 356       | [ 7 ] |
| 31. Dezember 2019  | 362       | [ 7 ] |
| 31. Dezember 2020  | 336       | [ 7 ] |
| 31. Dezember 2021  | 341       | [ 7 ] |
| 31. Dezember 2022  | 342       | [ 7 ] |
| 31. Dezember 2023  | 336       | [ 7 ] |